# Lammi
Lammi (in svedese Lampis) è stato un comune finlandese di 5 584 abitanti, situato nella regione del Kanta-Häme. È stato soppresso nel 2009 ed è compreso nel comune di Hämeenlinna.